# 顏慧欣
顏慧欣，臺灣經濟學家、中華民國政府官員。畢業於東吳大學政治學學士、威斯康辛大學法学硕士與法學博士。曾任經濟部、財政部、文化部、臺北市政府、全國工業總會有關委員，以及中華經濟研究院經濟法制研究中心主任／WTO及RTA中心資深副執行長等職務，現任外交部臺灣美國事務委員會主任委員兼行政院經貿談判辦公室副總談判代表。

## 家庭
顏慧欣的父親顏慶章曾擔任財政部部長、常駐世界貿易組織代表團首任常任代表。兩人皆有威斯康辛大學法學博士學位，同為法律人出身，顏慶章於2010年出版《租稅法》（修訂三版）時亦與顏慧欣合著該書。
母親羅月卿則與父親同樣是國立臺灣大學法律學系同班畢業。

## 專長
研究領域包括國際經濟法、國際租稅法、國際投資法、貿易救濟制度。對於台美21世紀貿易倡議、跨太平洋夥伴全面進展協定（CPTPP）等談判議題相當熟稔。亦多次投書，或撰寫专栏文章。

## 外部連結
- . 中華經濟研究院.   [2024-05-21]. （原始内容存档于2024-05-21）.